# Tigrovo oko
Tigrovo oko je žuto-smeđo-crni fibrozni kvarc. Efekt mačjeg oka nastaje smjenjivanjem vlakana kvarca i azbesta. Boja potječe od oksida metala, ali mu upravo vlaknasta struktura i pravilna obrada daju sjaj.
Tigrovo oko je jedan od najpopularnijih minerala. Njegovo misteriozno mačje oko je intrigiralo ljude stoljećima. Grupu minerala kvarca koja pokazuje "mačje oko" nazivamo kvarc mačje oko ili šatojan kvarc.
Pošto tigrovo oko nije jedini mineral s efektom mačjeg oka, treba ga razlikovati od minerala :
- Mačje oko (cimofan hrizoberil).
- Sokolovo oko je tigrovo oko koje umjesto azbesta sadrži krokidolit (plavi azbest), nije bilo izloženo metalima pa   krokidolit nije promijenio boju u zlatno-žutu.
- Zeleno tigrovo oko (Arizona tigrovo oko), ali to je mineral serpentin. On nastaje u metamorfnim stijenama, a vlaknast izgled mu daje hrizolit.

Najveća nalazišta Tigrovog oka su u Južnoj Africi, Australiji, Burmi, Indiji i u SAD-u.
Jako je osjetljiv na bilo kakve kiseline.
Osnovni podaci :
- boja: zlatno-žuta, zlatno-smeđa
- tvrdoća: 6,5-7
- gustoća: 2,58-2,64 g/cm3
- kemijski sastav: SiO2, kremen
- indeks loma svjetlosti: 1,534-1,540
- disperzija: nema